# ایستگاه راه‌آهن آکتون مرکزی
ایستگاه راه‌آهن آکتون مرکزی (انگلیسی: Acton Central railway station) یک ایستگاه راه‌آهن در لندن، انگلستان است که جزئی از خط شمال متروی زمینی لندن است.
این ایستگاه که در ناحیه آکتون قرار دارد در سال ۱۸۵۳ میلادی تأسیس شده‌است.